# Ministry of Sound

Logo

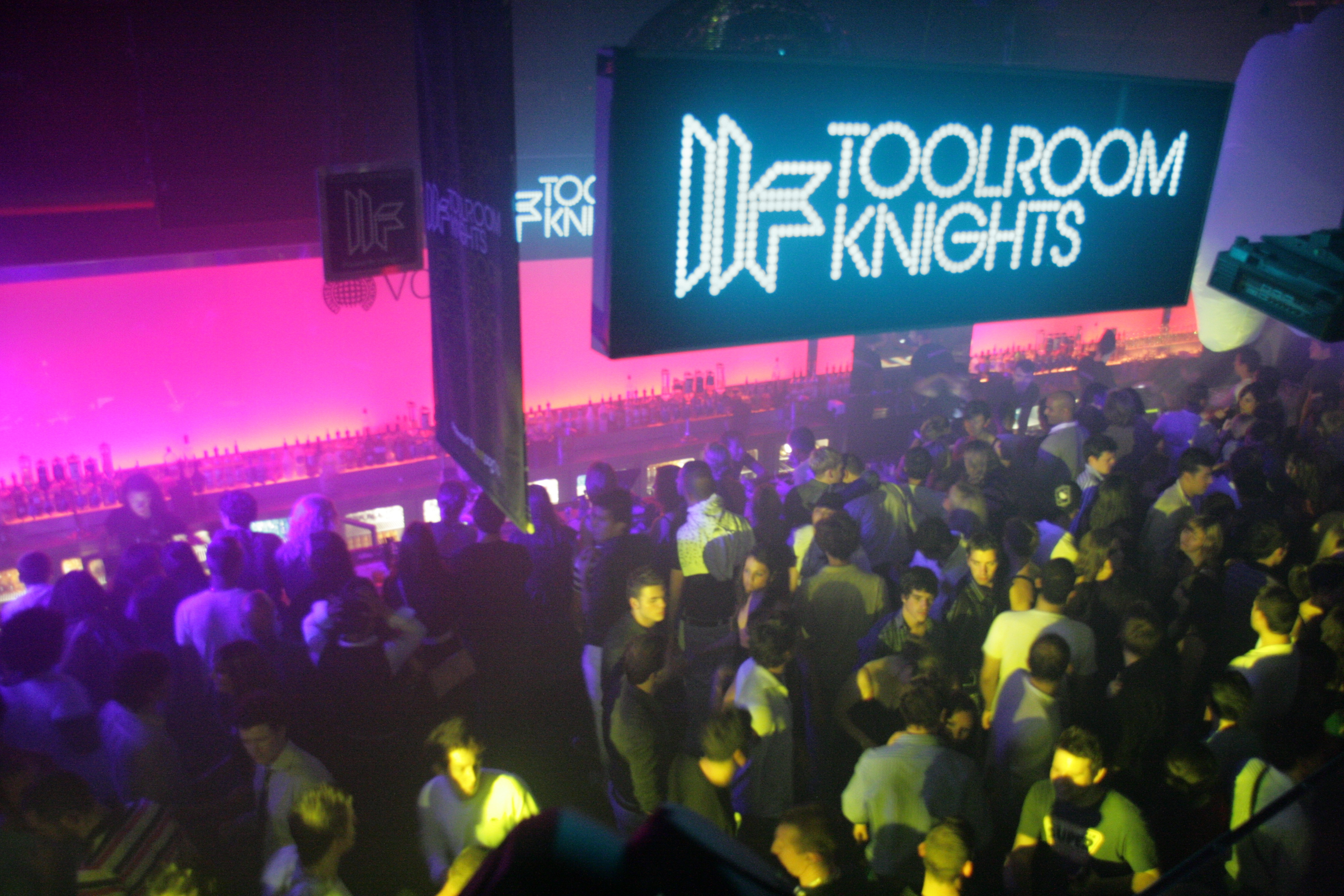
„Bar“ im Ministry of Sound

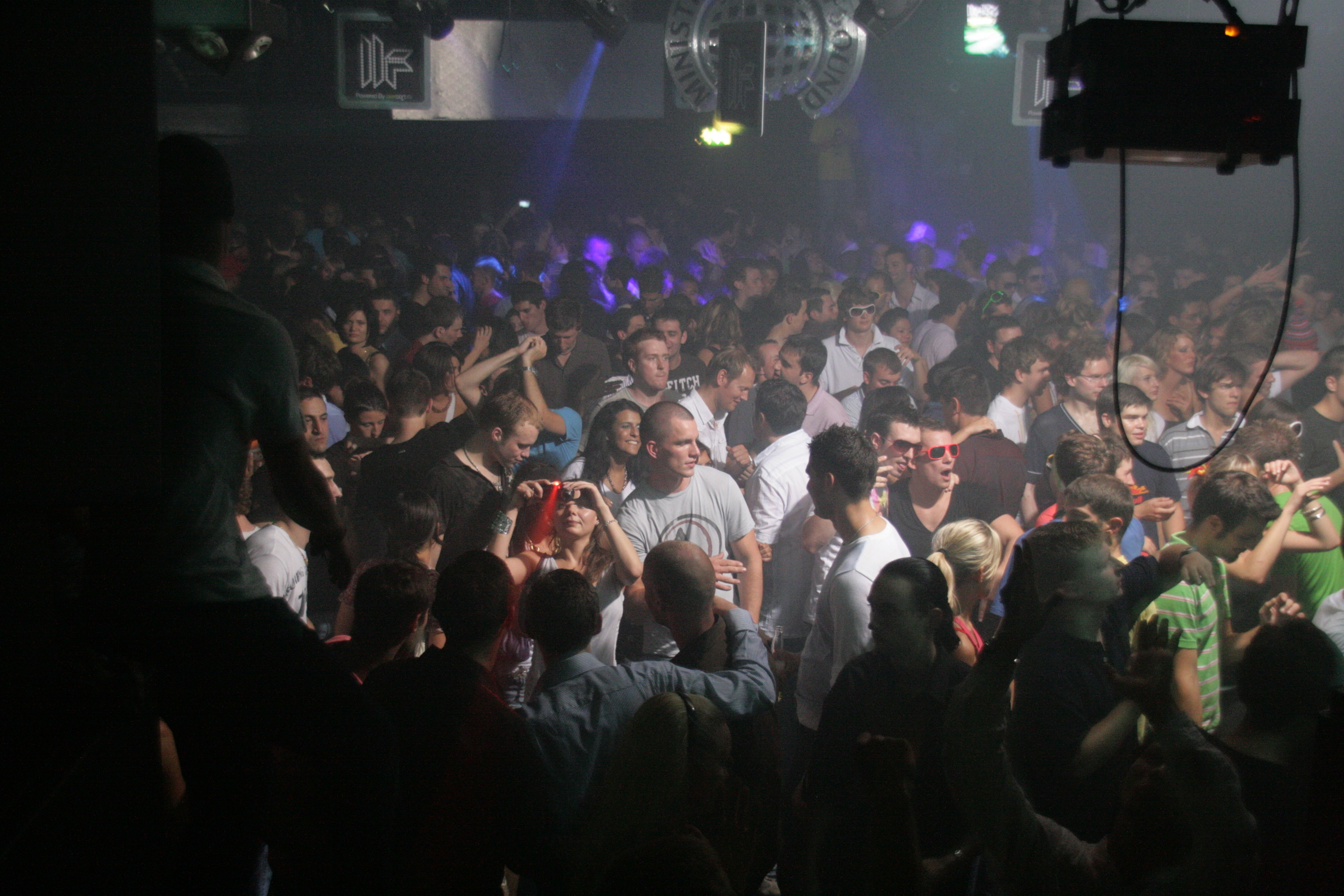
„Box“ im Ministry of Sound

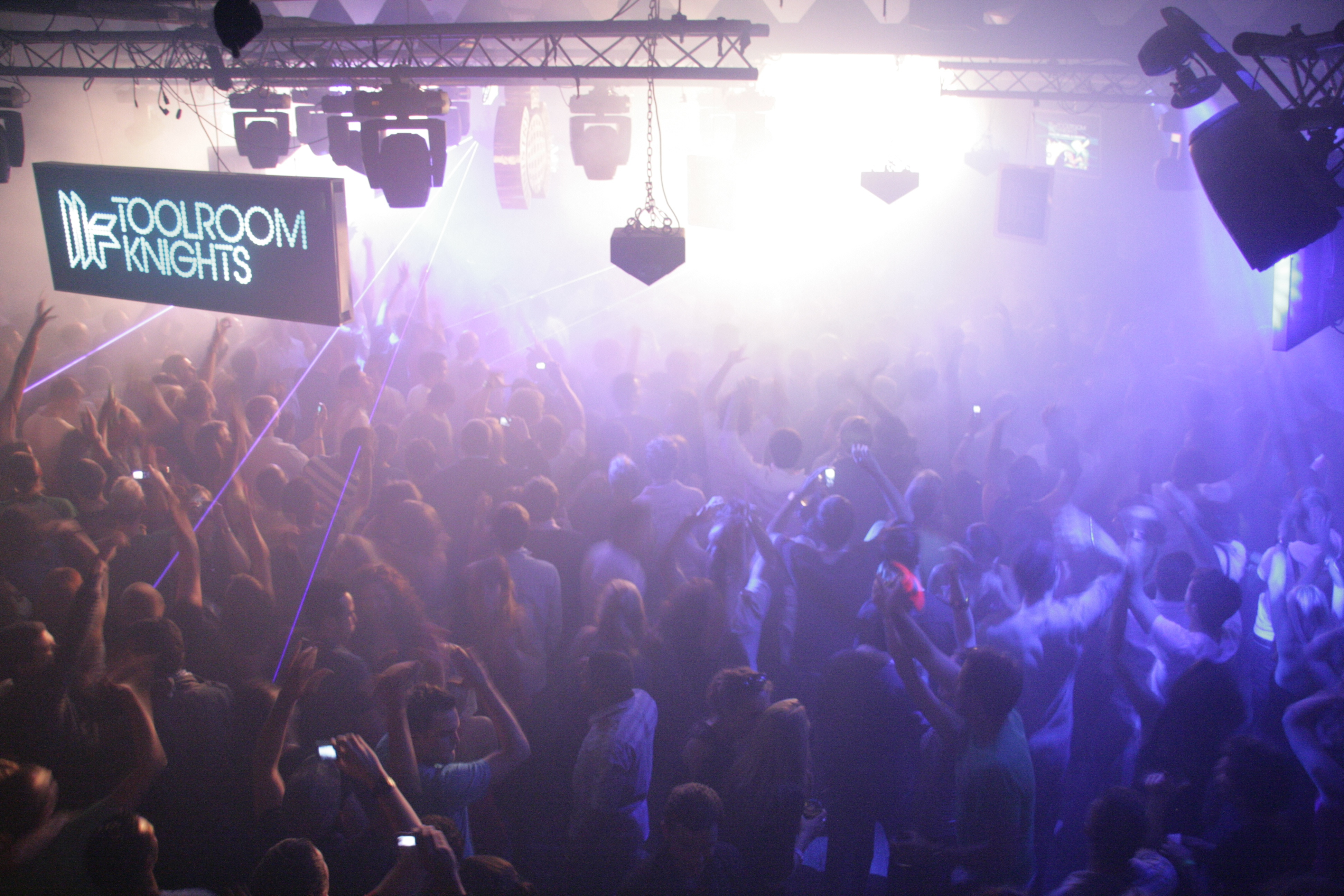
„Box“ im Ministry of Sound

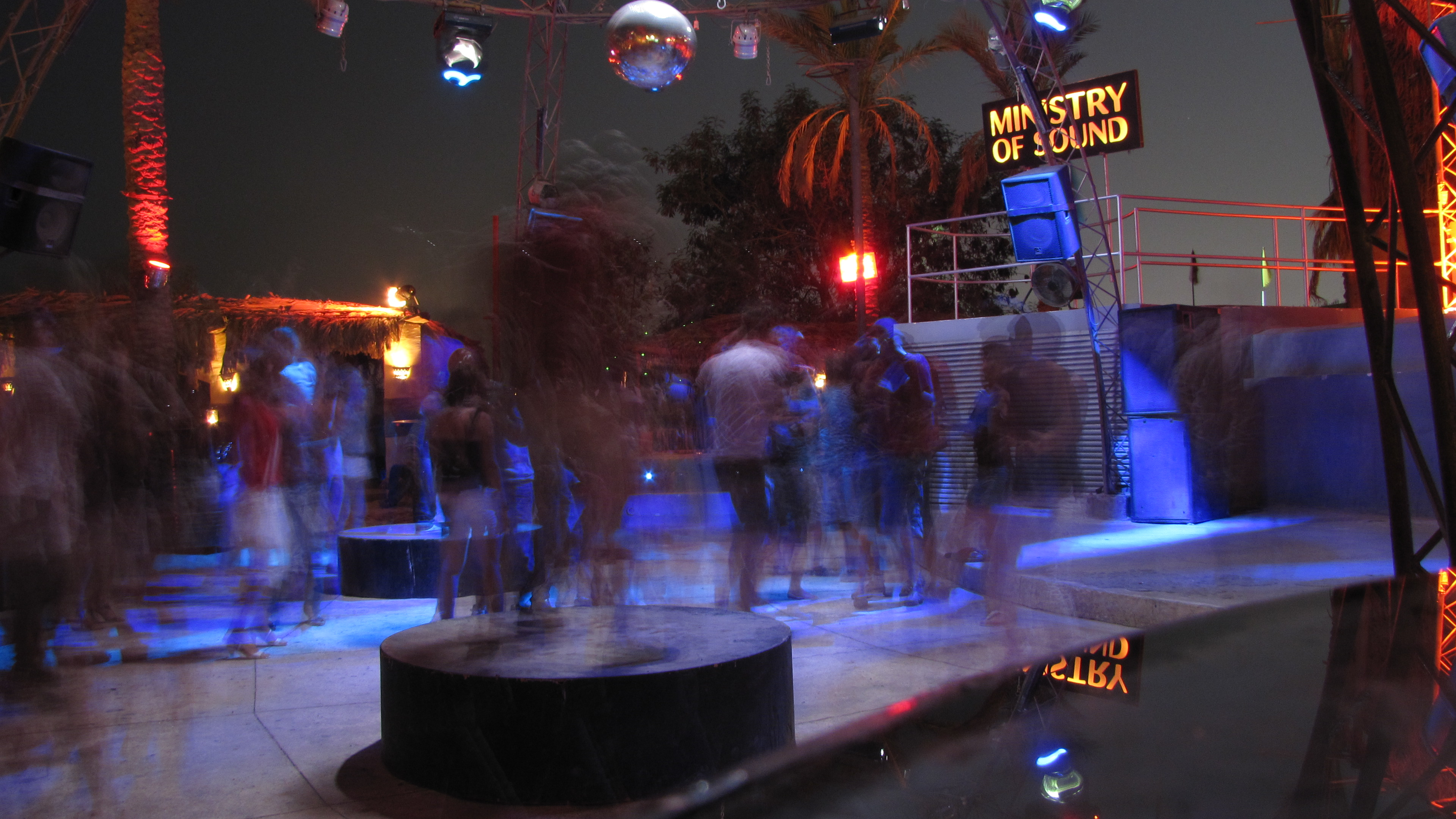
Ministry of Sound Beach Club in Hurghada, Ägypten

Das Ministry of Sound (MoS) ist einer der bekanntesten Nachtclubs in England. Es liegt in Süd-London (U-Bahn Bakerloo-Linie oder Northern-Line bis Haltestelle Elephant & Castle) und war in den frühen 1990er Jahren mit ausschlaggebend für die Entwicklung der House-Musik in Großbritannien. Gegründet wurde es von Jamie Palumbo und ist zum größten Teil noch heute in seinem Besitz. Ableger des Clubs gibt es mittlerweile auch in anderen Ländern wie z. B. in Ägypten.
Ministry of Sound ist (ähnlich wie Kontor Records) vor allem durch diverse Sampler und Clubsound-Veröffentlichungen (The Annual, La Nuit, Clubbers Guide, Love Parade) bekannt.

## Ministry of Sound London
Der Club verfügt über vier Tanzflächen: „103“, die „Baby Box“, das „Loft“ und die „Box“. In der „Box“ liegt der Fokus auf dem Klang. Justin Berkmann, DJ und Mitbegründer: „Mein Konzept für Ministry of Sound lautete folgendermaßen: 100 % Soundanlage an erster Stelle, Lightshow an zweiter, Design an dritter; die Umkehrung der Relevanzen anderer Clubs.“ Der Spitzenwert des Soundsystems beträgt 150 dB(A). Hierzu wurde ein eigens für diesen Zweck konstruiertes Dach eingebaut, das den Klang absorbiert. Des Weiteren wurde ein sogenannter Schwingboden eingesetzt, der das Tanzen für längere Zeit ohne Ermüdung der Beine ermöglicht. Dem Club wurde die erste 24-Stunden-Tanz-Genehmigung des Vereinigten Königreichs ausgestellt.
Seit April 2008 werden die Freitage von The Gallery veranstaltet, hierbei treten bekannte Trance-DJs wie W&W, Richard Durand, Markus Schulz, Ferry Corsten, Aly & Fila und Cosmic Gate auf.
An den Samstagen spielen international bekannte DJs aus den Bereichen House, Elektro und Techno wie beispielsweise Richie Hawtin, Roger Sanchez oder Benny Benassi.

## Label
Das Label Ministry Of Sound gibt es seit mehr als 15 Jahren. Ministry of Sound Germany GmbH ist eine Berliner Plattenfirma, welche im Spätsommer 2001 gegründet wurde. Sie ist eng mit dem Londoner Mutter-Label verbunden, das wiederum zur MSHK Group gehört, aber dennoch ein eigenständiges Unternehmen ist. 2006 übernahm Ministry of Sound das Label Hed Kandi. Seit Anfang September 2010 firmiert die Ministry of Sound Germany GmbH unter dem Namen Embassy of Music GmbH. Mit der Umbenennung soll die stilistische Öffnung des ursprünglich auf Dance spezialisierten Independentlabels auf Künstler wie Carla Bruni, Moby, Oceana oder Nena verdeutlicht und ein Signal für die Unabhängigkeit von der einstigen britischen Mutterfirma Ministry of Sound London, die bis 2007 an der deutschen Dependance beteiligt war, erreicht werden.
Seit den 1990er Jahren veröffentlicht Ministry of Sound verschiedene Kompilation-Projekte. In Deutschland werden diese von der Embassy of Music betrieben; während die englischen von Ministry of Sound London betrieben werden; auf fast jeder Reihe (mit Ausnahme der von 2011 bis 2014 betriebenen Euphoria-Reihe) ist auch das Ministry of Sound-Logo zu finden.
Zu den Kompilation-Serien gehören:
- The Annual: beinhaltet die beliebtesten Club-Hits des Jahres (vergleichbar mit der Kontor Top of the Clubs). Bis 2012 hatten auch Deutschland, Australien und Portugal je eine eigene Version, die sich vom englischen Original mit (regional bedingt) teilweise anderen Titeln unterschied. Viele Jahre lang gab es auch eine Ausgabe für den Frühling oder Sommer (von der Embass of Music bzw. Embassy One) sowie bis einschließlich 2013 eine für Ibiza (von Ministry of Sound London).
- Club Files: beinhaltet zwei CDs mit den neuesten Club-Hits plus eine DVD mit Musikvideos.
- Clubbers Guide: größtenteils in Zusammenarbeit mit Embassy One veröffentlicht und erscheint in regelmäßigeren Abständen als die Annual-Ausgaben, enthält allerdings lediglich zwei CDs und weniger Titel, um immer die Extended-Versionen zu spielen, was in der Annual nur gelegentlich der Fall ist. Zusätzlich erschienen mehrere Spezialausgaben, die an ein bestimmtes Land (wie z. B. Deutschland) gerichtet waren, sowie 2011, 2012 und 2017 eine Clubbers Guide to Festivals-Ausgabe.
- Anthems: beinhaltet die bekanntesten Lieder einer bestimmten Musikrichtung, wie z. B. Trance oder R&B. Nahezu jede Ausgabe beinhaltet ein Booklet mit Informationen (und der Geschichte) über die jeweilige Musikrichtung.
- Throwback: 2015 und 2016 erschienen mehrere Ausgaben zu einer bestimmten Rubrik, wie „Grooves“, „Ibiza“ oder „Slowjamz“.
- I Love: eine neuere, seit 2015 erscheinende Reihe, die als inoffizieller Nachfolger der Anthems-Reihe betrachtet werden kann; das Prinzip ist allerdings eher vergleichbar mit der Throwback-Reihe.
- Grooves bzw. Jams: beinhaltet die bekanntesten von Contemporary R&B beeinflussten Titel einer bestimmten Dekade.

Abseits der Compilation-Projekte hat Ministry of Sound Germany auch Künstler direkt unter Vertrag, so z. B. Shaggy, Carla Bruni, Simply Red, Robyn oder auch Calvin Harris. Hinzu kommen die Veröffentlichungen von DJs wie Eric Prydz, Fedde Le Grand, Laurent Wolf, Plastik Funk und Bob Sinclar. Zu den bekannteren Hits des Labels zählen Love Generation von Bob Sinclar, Feel The Rush von Shaggy, Call On Me von Eric Prydz und Let Me Think About It von Ida Corr vs. Fedde Le Grand. Im Jahr 2009 stießen Newcomer wie Oceana, The Dø und Mikroboy zum Labelrepertoire hinzu.
Darüber hinaus agiert Ministry of Sound Germany als Medienagentur für Xavier Naidoo und Söhne Mannheims, beriet die FIFA bei der Fußball-WM 2006, die UEFA bei der Fußball-EM 2008 und wickelte das Musikconsulting für die 50-teilige Anthologie Süddeutsche Zeitung Diskothek ab.

### Künstler
- Chris de Sarandy
- Eric Prydz
- Ida Corr
- Robyn
- Leonid Rudenko
- Plastik Funk
- VooDoo & Serano
- Samim
- Calvin Harris
- Kid Cudi
- Laurent Wolf
- Bob Sinclar
- John Dahlbäck
- Oceana
- Sam La More (bei Ministry of Sound Australia)[5]
- Tonite Only (bei Ministry of Sound Australia)[6]

## Sonstiges
Im Februar 2017 eröffnete Ministry of Sound ein eigenes Fitness-Studio.